# ジャン1世 (ブルゴーニュ公)
ジャン1世（Jean Ier, 1371年5月28日 - 1419年9月10日）は、ヴァロワ＝ブルゴーニュ家の第2代ブルゴーニュ公（在位：1404年 - 1419年）。「無怖公」あるいは「無畏公」（サン・プール/sans peur）と呼ばれる。フィリップ2世（豪胆公）とフランドル女伯マルグリット3世の長男。伯父はシャルル5世、ルイ1世・ダンジュー、ベリー公ジャン1世、祖父はフランス王ジャン2世、曽祖父はフランス王フィリップ6世、高祖父はヴァロワ伯シャルルである。

## 生涯

### 生い立ち
フィリップ豪胆公とマルグリット夫妻の第1子、長男として生まれ、フランドルで育った。名は父方祖父のフランス王ジャン2世に由来する
1385年、下バイエルン＝シュトラウビング公・エノー伯・ホラント伯・ゼーラント伯アルブレヒト1世の娘マルグリット・ド・バヴィエールと結婚した（カンブレー二重結婚）。同時にマルグリットの弟ヴィルヘルムと無怖公の妹マルグリットも結婚、二重結婚を通してヴァロワ＝ブルゴーニュ家は北方に進出する足掛かりを得た。
1396年にハンガリー王ジギスムント（後の神聖ローマ皇帝）による対オスマン帝国の十字軍に参加し、ニコポリスの戦いの大敗により捕虜となったが、父が20万フローリンに上る莫大な身代金を払ったため釈放される。ジャン自身は、その勇猛さ（あるいは軽率な向こう見ずさ）から「怖れ知らず」すなわち「無怖公/無畏公」と渾名されるようになった。
帰国後は父の意向で長女マルグリットと長男フィリップ（後のフィリップ3世、善良公）をフランス王太子ルイと姉ミシェルと婚約させ、更なる二重結婚でフランス王家とも縁組を結んだが、無怖公本人はヌヴェールで統治のため在住しており宮廷とはあまり縁が無かった。

### ブルゴーニュ公位継承、王妃・王弟との対立
1404年4月27日、父のフィリップ豪胆公が逝去した。豪胆公の葬儀の翌日、新たなブルゴーニュ公であるジャン無怖公は、ディジョンへの入市式を執り行い、一連の儀式と共に、豪胆公が取り決めた、娘マルグリットとフランス王太子：ギュイエンヌ公ルイの婚約式も挙行した。ここに無怖公が望むと望まざるに関わらず、無怖公の従弟であり「先王シャルル5世の子」「現王シャルル6世の唯一の男兄弟」であるオルレアン公ルイとの対立が表面化した。
さらに1405年3月21日、母のフランドル女伯マルグリット3世が急逝すると、フランス国王に改めて臣従の礼を捧げるためパリ訪問の機会が訪れる。
折しも6月にカレーを包囲したもののフランス政府が援助を断ったことを機に、ジャン無怖公が5000名の兵を引き連れて、パリに向かうと、王妃イザボー・ド・バヴィエールと王弟オルレアン公ルイは、国王シャルル6世（狂気王）をパリに残して逃亡した。王妃と王弟は、王妃の兄ルートヴィヒ（仏：ルイ）の護衛させた王太子夫妻をも自らに合流させようとしていた。同年8月19日、無怖公の一行はパリを通過し、王妃と王弟を追跡する。無怖公の配下が王太子夫妻に追いつき、ブルゴーニュ側の護衛を付けてパリに連れ戻すことに成功する。以後無怖公は、政府の攻撃と改革を旗印にパリ市民を味方につけ、合わせて軍を動かし圧力をかける手法を活用していくことになる。
8月26日、フランドル伯として兄ジャン無怖公が、ルテル伯として弟アントワーヌが、それぞれ国王シャルル6世に対し臣従の礼を捧げた。さらに高等法院や会計法院に対して、王弟オルレアン公の推進した重税や「王太子夫妻誘拐」等に対する改革を提言した。オルレアン公は9月2日になって、これに反論し、その結果、ジャン無怖公との対立は一触即発の状態となった。シャルル6世とオルレアン公ルイのおじのベリー公ジャン1世やブルボン公ルイ2世ら、宮廷内にも動揺が走り、同年10月16日に無怖公とオルレアン公は和解し、軍勢を解散（解雇）した。

### アルマニャック派との内戦
ブルゴーニュ派は、ついに1407年11月23日、に巻き返しを図ったオルレアン公を暗殺した（オルレアン公ルイ1世の暗殺）。ジャン無怖公は、翌日執り行われたオルレアン公の葬儀でも取り乱した様子は無かったが、暗殺2日後に伯父のベリー公に「悪魔にそそのかされて、この人殺しをさせてしまった」と打ち明けるや、フランドルへ出奔した。中世史学者のジョゼフ・カルメットによれば、これは「逃亡」ではなく、捜査を待たないという意思表示であり、敵味方問わず「自分のいない所で」ことを決める余裕を残そうと、先手を打った行動であると考えられている。
総じてオルレアン公の評判は芳しくなく、一方、無怖公は宣伝工作に長けていた。翌1408年2月末、無怖公は群衆の歓呼に迎えられてパリへ戻る。3月の公開弁論では、父王の代理である王太子ギュイエンヌ公ルイの前で「暴君オルレアン公」殺害を公式に礼賛させて自己弁護を押し通すと、国王シャルル6世からの赦免を勝ち取る。
1409年にはオルレアン公の息子で公位を継いだシャルルと和睦、王太子の後見人に収まり政府の実権を握った。
その間、無怖公は1408年7月にネーデルラントへ遠征、義弟に当たるバイエルン公兼エノー伯ヴィルヘルム2世の弟であるリエージュ司教ヨハンとリエージュ市民が対立し市民の反乱が勃発、9月までに無怖公は反乱を鎮圧（オテの戦い）して10月にパリへ戻った。留守中のパリはイザボーらオルレアン派が反撃を考えていたが、ブルゴーニュ軍が来ると逼塞、1409年の和睦まで目立った動きは無かった。
しかし、無怖公の強引な権力掌握に納得いかないオルレアン公は復讐を誓い、舅であるアルマニャック伯ベルナール7世やベリー公ジャン1世などを頼り、1410年にアルマニャック派を結成しブルゴーニュ派に対抗、翌1411年7月に武力衝突となり両派の対立が激化した。両派はパリの支配とシャルル6世・イザボー・王太子を奪い合ったが、イングランドの支援を取り付けた無怖公が同年10月にパリを奪いアルマニャック派を反逆者にするシャルル6世の命令も引き出して主導権を握った。
しかし1412年5月にイングランドとアルマニャック派の同盟が結ばれブルゴーニュ派は手を切られ、8月に一転してブルゴーニュ派とアルマニャック派が一時的に和睦したためイングランドが縁を切られた。1413年4月末にブルゴーニュ派の屠殺業者シモン・カボシュ（シモン・ル・クートリエ）とパリ大学のピエール・コーションがパリ市民を扇動して暴動（カボシュの反乱）を起こすと、虐殺に反発した国王・王太子がアルマニャック派に救援を求め、8月にカボシュ・コーションらは追放、市民の統制に失敗した無怖公もフランドルへ退去した。この隙にパリを制圧したアルマニャック派がコンピエーニュ・ソワソンなどブルゴーニュ派の都市を陥落させたが、イングランドと無怖公の結びつきを恐れブルゴーニュ派とアルマニャック派は1414年9月にアラスで和睦した。内乱の最中に両派は再びイングランドに接近したが、アラスの和睦でイングランド援助の必要が無くなったため交渉は消滅、埒が明かないと見たイングランド王ヘンリー5世は1415年8月に内乱を好機と捉え、百年戦争を再開・フランスへ侵攻して来た。

### 百年戦争での動向
アルマニャック派を中心とするフランス軍は10月25日にアジャンクールの戦いで大敗、フランスは一層混乱に陥った。無怖公はアルマニャック派へ援軍提供を申し込んだが拒否されたため軍を自領の防衛に留めた。さらに戦後にルイ王太子とベリー公も死亡し、新たな王太子にルイの弟ジャンが立てられた。無怖公の姪ジャクリーヌ・ド・エノーを妻にしていたことからジャンと接触を図ったが、ジャン王太子も1417年4月に早世したため振り出しに戻った。アルマニャック派は、新たにシャルル王太子（後のシャルル7世）を擁立した。
イングランドはフランス侵略を進めながら無怖公へ接触するが、無怖公の動きは曖昧で分かり辛くなっていく。1416年10月に会見したヘンリー5世と無怖公が取り付けた秘密交渉で無怖公はヘンリー5世のフランス王位継承権を認め極秘援助も約束したが、シャルル6世に反抗せず表立って宮廷と敵対しない道を選んだからである。しかしアルマニャック派との対立は継続しパリの様子を眺めたが、1417年にアルマニャック派と対立してパリを退去したイザボーを11月に保護、トロワで彼女を擁立した政権を樹立した。

### 暗殺へ
1418年にアルマニャック伯がパリの暴徒に暗殺され、ブルゴーニュ派の軍がパリへ入城、以降ブルゴーニュ派がパリと王を支配するようになった。しかし両派の対立によりイングランドに対し有効な手を打てず、ノルマンディーを征服される結果となった。このため1419年に、シャルル王太子と無怖公はイングランドに対して共闘すべく和解の交渉を行うこととなった。交渉の場であるモントローで無怖公は12年前のオルレアン公ルイ暗殺に対する復讐として、王太子の側近により暗殺された。
この事件により両派の対立は決定的となり、跡を継いだ長男のフィリップ3世（善良公）はイングランドと公式にアングロ・ブルギニョン同盟（トロワ条約、アミアン条約 (1424年)）を結んでシャルル王太子と敵対し、ヘンリー5世のイングランド・フランス二重王国への道を開くことになる。
無怖公はフランスでの地盤確保は最終的に失敗したが、ネーデルラントでは着実に布石を打ち、1408年のリエージュ反乱鎮圧を機に介入を深め、甥でアントワーヌの遺児ジャン4世とジャクリーヌを結婚させエノー・ホラント・ゼーラント伯領の継承権を握った。死去直前の1419年2月に公位相続前のフィリップ3世がジャクリーヌと文書を交わし、将来はヴァロワ＝ブルゴーニュ家が伯領を継ぐことを明文化した。リエージュもブルゴーニュの保護領となり、無怖公の下でネーデルラントの一体化と相続が進められていった。

## 子女
妻マルグリットとの間に1男7女計8人の子女をもうけた。
- マルグリット（1393年 - 1442年） - 1404年にフランス王太子・ギュイエンヌ公ルイと結婚、1423年にリッシュモン伯アルテュールと再婚
- マリー（1394年 - 1463年） - 1406年、クレーフェ公アドルフ1世と結婚
- イザベル（1395年 - 1412年） - 1406年、パンティエーヴル伯オリヴィエ（シャティヨン家）と結婚
- フィリップ3世（1396年 - 1467年） - ブルゴーニュ公
- ジャンヌ（1399年 - 1406年）
- カトリーヌ（1400年 - 1414年）
- アンヌ（1404年 - 1432年） - 1423年、ベッドフォード公ジョンと結婚
- アニェス（1407年 - 1476年） - 1425年、ブルボン公シャルル1世と結婚

愛妾マルハレータ・ファン・ボルセレンとの間にギー、アントワーヌ、フィリポットの2男1女の庶子をもうけた。
愛妾アニェス・ド・クロイとの間に庶子ジャン・ド・ブルゴーニュ（1480年没、カンブレー司教）をもうけた。

## 系譜
| ジャン1世 | 父: フィリップ2世 (ブルゴーニュ公)   | 祖父: ジャン2世 (フランス王) | 曽祖父: フィリップ6世 (フランス王)         |
| ジャン1世 | 父: フィリップ2世 (ブルゴーニュ公)   | 祖父: ジャン2世 (フランス王) | 曽祖母: ブルゴーニュ公女ジャンヌ           |
| ジャン1世 | 父: フィリップ2世 (ブルゴーニュ公)   | 祖母: ボンヌ                 | 曽祖父: ヨハン・フォン・ルクセンブルク     |
| ジャン1世 | 父: フィリップ2世 (ブルゴーニュ公)   | 祖母: ボンヌ                 | 曽祖母: エリシュカ                         |
| ジャン1世 | 母: マルグリット3世 (フランドル女伯) | 祖父: ルイ2世 (フランドル伯) | 曽祖父: ルイ1世 (フランドル伯)             |
| ジャン1世 | 母: マルグリット3世 (フランドル女伯) | 祖父: ルイ2世 (フランドル伯) | 曽祖母: マルグリット1世 (ブルゴーニュ女伯) |
| ジャン1世 | 母: マルグリット3世 (フランドル女伯) | 祖母: マルグリット           | 曽祖父: ジャン3世 (ブラバント公)           |
| ジャン1世 | 母: マルグリット3世 (フランドル女伯) | 祖母: マルグリット           | 曽祖母: マリー・デヴルー                   |